# Marcel Gerritsen
Marcel Gerritsen (Amersfoort, 6 januari 1967) is een voormalig Nederlands mountainbiker en veldrijder.
Zijn belangrijkste prestatie is een zilveren medaille op het wereldkampioenschap mountainbike in 1993 in het Franse Métabief op het onderdeel cross country.
Hij behaalde ook cyclocrossoverwinningen in Leudelange (Luxemburg) in 1989 en in Amersfoort in 1997. In 1996 won hij de tweede editie van de mountainbike strandrace in Scheveningen, voor Bart Brentjens.

## Erelijst
1985
- in Nederlands kampioenschap veldrijden junioren

1987
- 3e in NK veldrijden, amateurs
- 2e in Ronde van Gelderland, weg

1988
- 3e in Vaux-Eupen-Vaux, weg, amateurs

1989
- 1e in Leudelange, cyclocross

1991
- 2e in NK veldrijden, amateurs
- 3e in 6e etappe Olympia's Tour, weg

1992
- 2e in Vlaamse Pijl, weg
- 2e in 5e etappe Niederoesterreich Rundfahrt, weg

1993
- in Wereldkampioenschap mountainbike
- 3e in NK veldrijden, amateurs

1994
- in NK mountainbike XC

1995
- in NK mountainbike XC

1996
- 1e in Scheveningen, MTB strandrace
- 3e in Amersfoort, cyclocross

1997
- 2e in Groesbeek, mountainbike
- 1e in Amersfoort, cyclocross
- 2e in Boxtel, cyclocross

1998
- 3e in Groesbeek, cyclocross

## Ploegen
1996 - Batavus
1997 - Mountain Dew-Specialised